# Grenadiers à pied de la Garde (royaume du Congrès)
Le régiment de grenadiers à pied de la Garde est une unité polonaise faisant partie de l'armée du royaume du Congrès.

## Historique
Le corps est formé le 20 juin 1815 à partir d'un bataillon modèle. Il est intégré à la Garde royale polonaise qui comprend, outre les grenadiers, un régiment de chasseurs à cheval et une batterie d'artillerie.
Son organisation diffère de celle des autres régiments d'infanterie polonais. Il se compose d'un état-major et de deux bataillons à huit compagnies chacun. Chaque compagnie aligne quatre officiers, dix sous-officiers et 128 hommes du rang. En dehors du général commandant, l'unité compte en tout six officiers supérieurs, 72 officiers subalternes, 162 sous-officiers, 103 musiciens et 1 984 soldats, auxquels il faut ajouter 66 officiers et 83 sous-officiers et soldats surnuméraires. L'effectif total est de 2 417 hommes. 
Le régiment fait partie du corps de réserve de la Garde impériale russe, fort d'une division d'infanterie à trois brigades. En 1830, il déploie 2 400 hommes articulés en deux bataillons. Au cours de l'insurrection de novembre 1830, il participe à de nombreuses batailles parmi lesquelles Wawer, Grochów, Iganie et Varsovie. Pour sa valeur au combat, une croix de chevalier, 49 croix d'or et 84 croix d'argent de l'ordre de Virtuti Militari lui sont distribuées. 
À partir du 29 novembre 1831, il est rebaptisé régiment de grenadiers de l'ancienne Garde puis tout simplement régiment de grenadiers. Le corps est dissous à la caserne d'Alexandrie de Varsovie,.

## Chefs de corps
Le commandement du régiment est exercé par les officiers suivants :
- Général Franciszek Żymirski
- Général Henryk Milberg
- Lieutenant-colonel Jerzy Niewęgłowski
- Colonel Feliks Breański